# Universidad

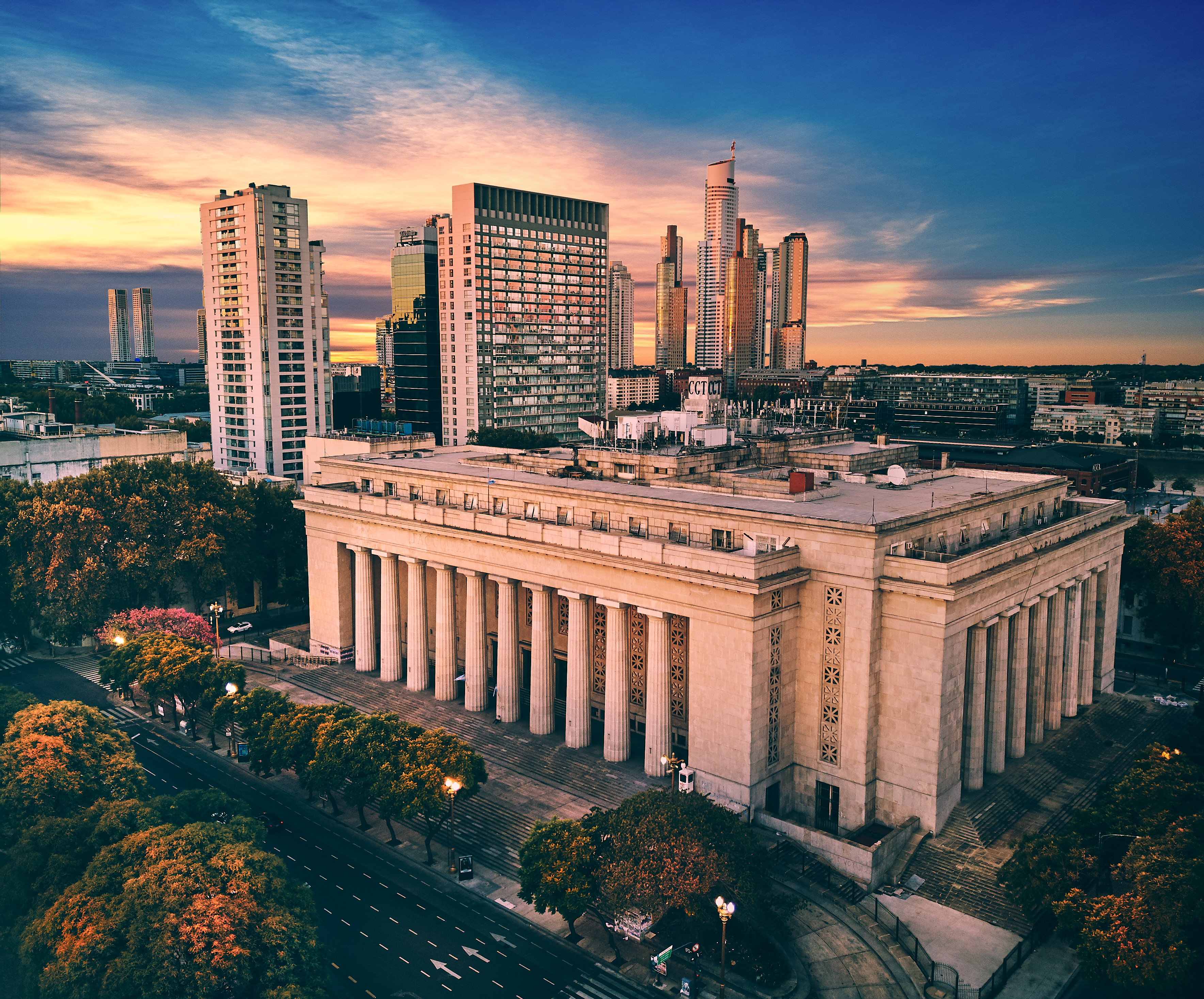
Fotografía de la
sede Paseo Colón de la Facultad de Ingeniería de la Universidad de Buenos Aires, destacada como una de las mejores universidades de América Latina.

Una universidad es una institución académica de enseñanza superior e investigación que otorga títulos académicos en diferentes disciplinas. Se puede ubicar en uno o varios lugares llamados campus.
La universidad moderna tiene su origen en las universidades creadas por monjes cristianos de los siglos XII y XIII, las cuales son un desarrollo de las escuelas catedralicias y escuelas monásticas. Generalmente se considera que la Universidad de Bolonia, fundada en 1088, es la primera universidad del mundo en el sentido de:
- Expedir titulaciones académicas de alto nivel.
- Usar la palabra universitas, acuñada en su creación.
- Ser independiente de la educación eclesiástica, aunque buena parte de la docencia era impartida por el clero.
- Ofrecer estudios seculares como gramática, lógica o derecho.

## Definición
El término «universidad» se deriva del latín universitās magistrōrum et scholārium, que significa ‘comunidad de Profesores y académicos’. Estas comunidades eran gremios  medievales que recibieron sus derechos colectivos legales por las cartas emitidas por los príncipes, prelados o las ciudades en las que se encontraban. Otras ideas centrales para la definición de la institución de la universidad era la noción de libertad académica y el otorgamiento de grados académicos. Históricamente, la universidad medieval fue un producto típico de la Europa medieval y sus condiciones sociales, religiosas y políticas.
Adoptado por todas las otras regiones globales desde el comienzo de la Edad Moderna, hay que distinguirla de las antiguas instituciones de altos estudios de otras civilizaciones que no eran en la tradición de la universidad y al que este término solo se aplica retroactivamente y no en sentido estricto.

### Denominaciones
Existen diferentes términos utilizados para denominar a una universidad, los cuales varían según sea el país, región o incluso, el idioma predominante:
- College[9]
- Escuela[10]
- Facultad[11](división de una universidad)
- Instituto[12]
- Academia[13]
- Corporación Universitaria[14]
- Fundación Universitaria[15]
- Fundación de Estudios Superiores[16]
- Colegio Mayor[17]

## Historia

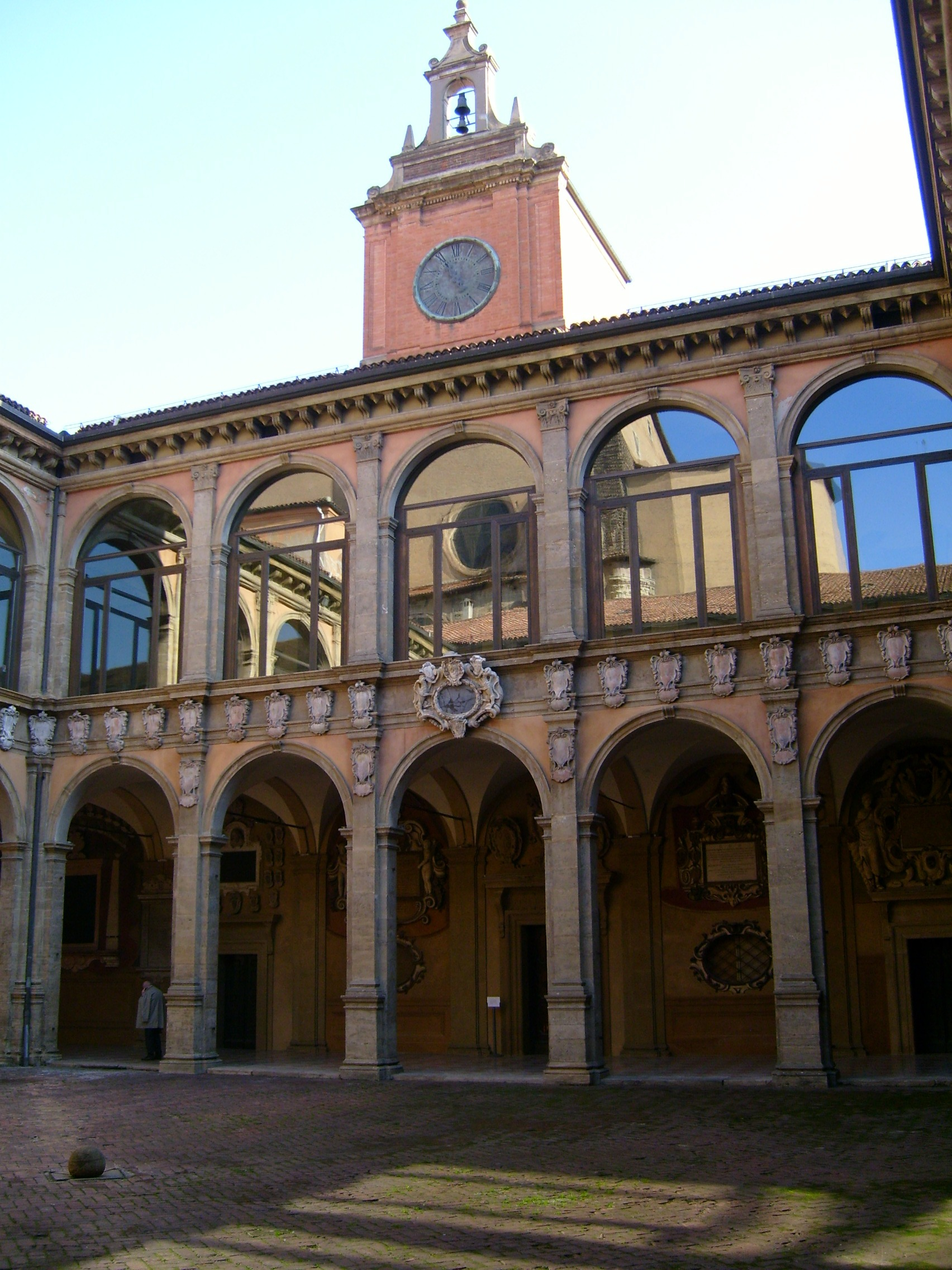
Universidad de Bolonia (1088), conocida como Madre de la universidad.

La universidad es una creación original genuinamente europea, que surgió alrededor de los siglos XII y XIII a través de las escuelas catedralicias y las escuelas monásticas, siendo la Universidad de Bolonia la primera en usar el término universitas para las asociaciones de estudiantes y maestros en el siglo XII. No obstante, hubo instituciones de enseñanza más antiguas que desarrollaron actividades cercanas. Una de las primeras instituciones a reseñar es la Universidad de Constantinopla, creada en el año 340 con el nombre de Pandidakterion (Πανδιδακτήριον). En el ámbito islámico, cabe reseñar la fundación en el año 859 de la Madrasa Fátima Al-Fihri, aún hoy operativa, también llamada Universidad de Qarawiyyinn, ubicada en Fes, Marruecos.
En la Europa medieval, cabe señalar la Escuela Médica Salernitana (Salerno) nacida en el siglo IX actualizó la medicina clásica. En 1088 se inicia la Universidad de Bolonia (la especialidad fue derecho, véase Glosadores), y se enseña medicina. Por entonces nacen múltiples universidades a lo largo y ancho de Europa.
Las primeras fueron:
- Universidad de Bolonia (Italia) en 1088, que recibe el título de Universidad en 1317;
- Universidad de Oxford (Inglaterra) en 1096;
- Universidad de París (Francia) en 1150, que recibe el título de Universidad en 1256;
- Universidad de Módena (Italia) en 1175;
- Universidad de Vicenza (Italia) en 1204;
- Universidad de Cambridge (Inglaterra) alrededor de 1208;
- Universidad de Palencia (España) en 1208, precursora de la Universidad de Valladolid;
- Universidad de Salamanca (España) en 1218 (su origen fueron unas Escuelas de la Catedral cuya existencia puede rastrearse ya en 1130, y es la primera de Europa que ostentó el título de universidad por el edicto de 1253 de Alfonso X de Castilla y León);
- Universidad de Padua (Italia) en 1222;
- Universidad de Nápoles Federico II (Italia) en 1224 (más antigua universidad estatal y laica del mundo);
- Universidad de Toulouse (Francia) en 1229;
- Universidad de Valladolid (España), siglo XIII (posible resultado del traslado de la Universidad de Palencia en torno a 1240);
- Universidad de Murcia (España) en 1272;
- Universidad de Coímbra (Portugal) en 1290;
- Universidad de Lérida (España) en 1300;
- Universidad de Perugia (Italia) en 1308;
- Universidad Carolina de Praga en 1348;
- Universidad Sertoriana de Huesca, (Reino de Aragón) fundada en 1354;
- Universidad Jaguelónica de Cracovia, fundada en 1364;
- Universidad de Viena (Austria) en 1365; es la más antigua en los estados germánicos.
- Universidad de Heidelberg (Alemania), en 1386; es la más antigua de Alemania.
- Universidad de Colonia (Alemania), en 1388.
- Universidad de Zaragoza (Aragón) fundada en 1474.
- Universidad de Santiago de Compostela (España) en 1495.

- Universidad de Valencia en 1499. La universidad nació con las facultades de Teología, Artes, Filosofía, Medicina y Derecho.

- Universidad Complutense también llamada Universidad de Alcalá (histórica) o Cisneriana (España) en 1499 (en 1836 es trasladada íntegramente a Madrid y se le unen varios colegios, cambiando de nombre a Universidad Central de Madrid; posteriormente recupera el nombre original como Universidad Complutense de Madrid)
- Universidad de Sevilla (España), fundada en 1505.
- Universidad de Granada (España), fundada en 1531.
- Real y Pontificia Universidad de Santo Tomás de Aquino (Santo Domingo) fundada en 1538,   actualmente Universidad Autónoma de Santo Domingo
- Universidad de Estrasburgo (Francia), fundada en 1538.
- Real Colegio de San Nicolás Obispo (Pátzcuaro)   fundada en 1540,    actualmente Universidad Michoacana de San Nicolás de Hidalgo en (Morelia); (alma mater) de (Miguel Hidalgo y Costilla) y (José María Morelos)
- Real y Pontificia Universidad de México (Ciudad de México) fundada en 1551
- Universidad Nacional Mayor de San Marcos (Perú), fundada en 1551; llamada en ese entonces como Real Universidad de Lima.
- Universidad Nacional de Córdoba (Argentina), fundada en 1613.

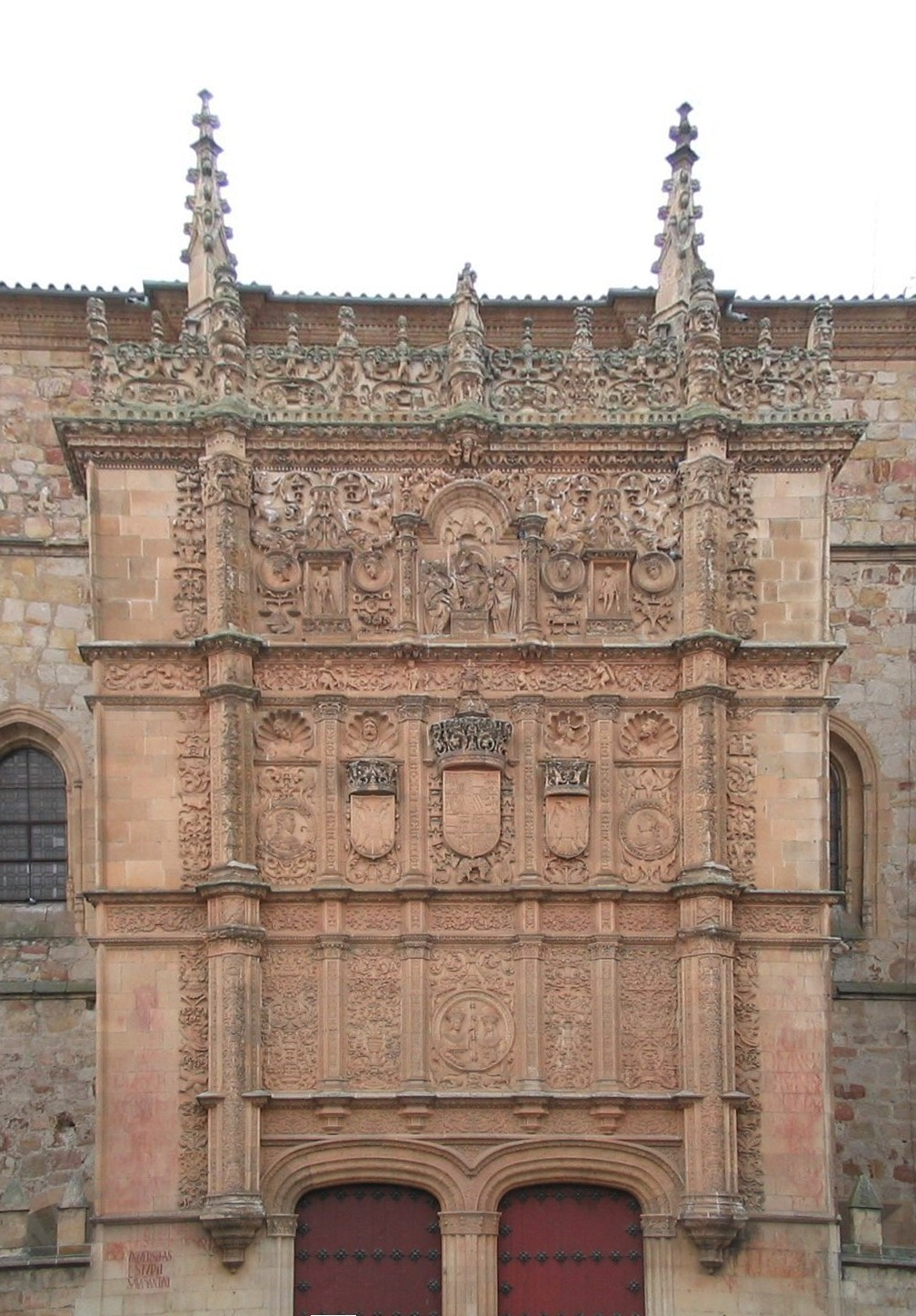
Universidad de Salamanca, el segundo centro de estudios generales más antiguo de habla hispana (1218).

Serán comunidades de maestros y estudiantes. En la Edad Media europea, la palabra universidad (en latín universitas) designaba un gremio corporativo. Tanto podía ser la universidad de los zapateros como la universidad de los herreros. Cuando se decía “Universidad de Salamanca”, por ejemplo, no era más que una simple abreviatura de la Universidad de los Maestros y Estudiantes de Salamanca.
La universidad es un conglomerado formado por la facultad de artes (filosofía), la facultad de derecho (canónico y civil), la facultad de medicina y la facultad de teología. La originalidad de esta asociación gremial, tan diferente a las otras, suscitó ardientes críticas ya en sus inicios.
La Universidad de Cambridge, por ejemplo, crea su primera cátedra de investigación científica en 1794, pese a que los Principio Mathematica de Newton fueron escritos más de un siglo antes, en 1687. John Locke, en su obra Pensamientos acerca de la educación (1693), cuestiona la enseñanza que imparte la Universidad de Oxford y las universidades europeas, desaconseja contenidos como el latín, por inútil, y promueve en cambio como «absolutamente necesario» las cuentas y teneduría de libros. Darcy Ribeiro señala que en la universidad europea germinan con lentitud los avances científicos y cambios culturales de la revolución industrial y la sociedad tecnológica del siglo XVIII.
Hasta el siglo XIX, las universidades en gran medida fueron centros elitistas en las que solo un porcentaje testimonial de la población tenía estudios universitarios. Durante el siglo XX los estudios universitarios se normalizaron en Europa llegando al 30% de población con estudios universitarios hacia finales de siglo. La siguiente tabla muestra la relación del número de matriculados en varios países europeos:
|                                     | 1861 | 1880   | 1900  | 1920   | 1940   | 1960   | 1970   | 1980   | 1987    |
| ----------------------------------- | ---- | ------ | ----- | ------ | ------ | ------ | ------ | ------ | ------- |
| Alemania (Alemania Occ. desde 1960) |      |        |       | 119412 | 49702  | 212021 | 411520 | 818000 | 1067000 |
| Austria                             | 8043 | 13264  | 24140 | 21967b | ___    | 40815  | 57297  | 121000 | 184000  |
| España                              | 7679 | 15732a |       | 23508  | 33763  | 62105  | 168612 | 424000 | 646000  |
| Francia                             |      |        |       | 49931  | 76485  | 210900 | 651368 | 864000 | 985000  |
| Italia                              | 6504 | 11871  | 26033 | 53239  | 127058 | 191790 | 560065 | 764000 | 813000  |
| Reino Unido                         |      |        |       | 58952c | 44034  | 130000 | 259000 | 340000 | 367000  |

Notas: a 1882, b 1921, c 1922.
En la actualidad, la Universidad europea se encuentra dentro del Espacio Europeo de Educación Superior.

## Universidades estadounidenses

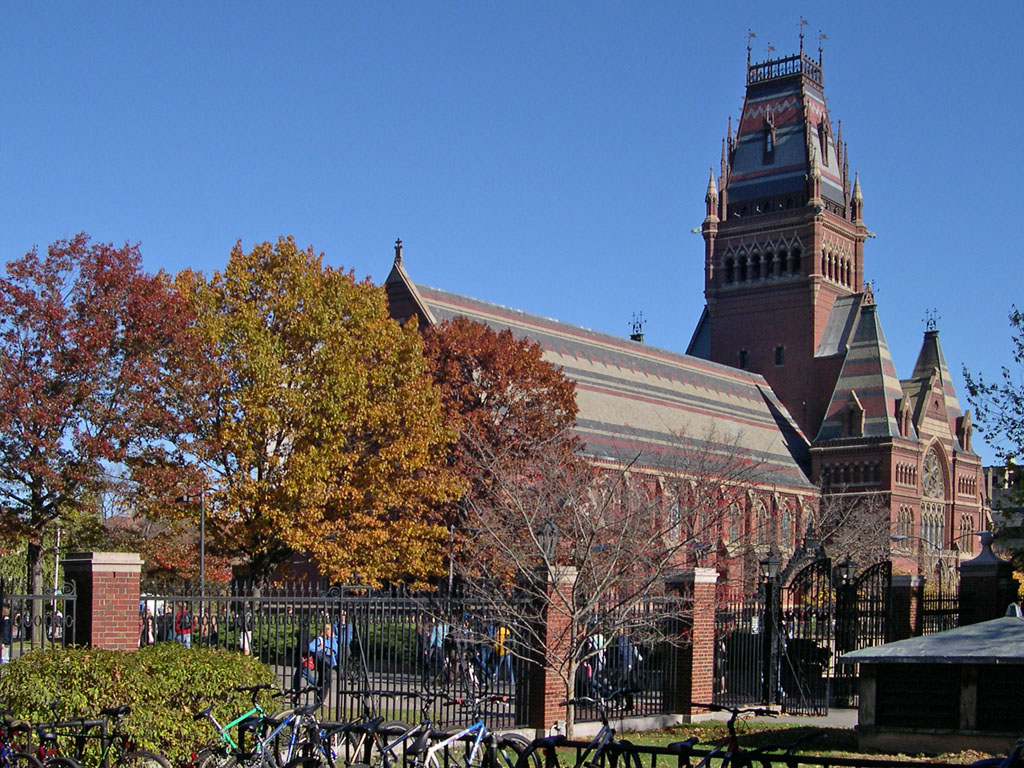
Harvard es la primera y más antigua universidad de Estados Unidos.

La primera universidad fundada en Estados Unidos es la Universidad de Harvard (1636). Durante el siglo XIX y la primera década del siglo XX ninguna universidad estadounidense destacaba en ciertas disciplinas científicas, y era un área periférica en matemáticas o física. Esta situación empezó a cambiar a partir de 1920. Tras la Segunda Guerra Mundial (1939-1945), los Estados Unidos son una superpotencia y ante el declive temporal de Europa miles de intelectuales y científicos alemanes emigraron.

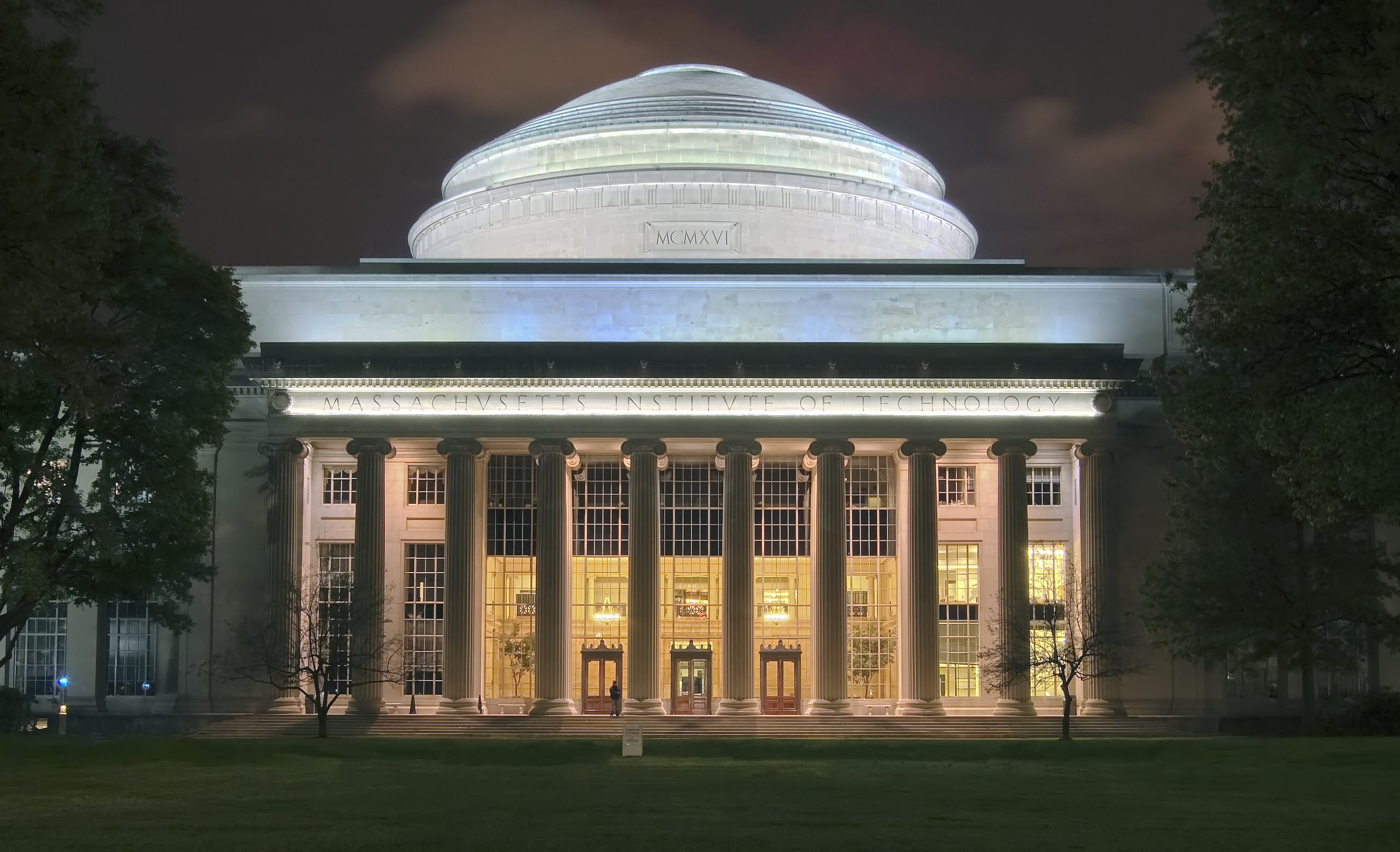
El Gran Domo del MIT

Algunas universidades estadounidenses utilizan la denominación college (Boston College, Dartmouth College, Canisius College, etc.) o instituto (Instituto de Tecnología de Massachusetts, Instituto de Tecnología de Georgia, Instituto de Tecnología de California, etc.) en vez de universidad.
Actualmente en los Estados Unidos están muchas de las mejores universidades del mundo; y un gran número de premios Nobel pasaron alguna parte de su periodo formativo en las universidades estadounidenses. Entre estas universidades destaca la Universidad de Harvard.
Además, por su gran poder económico y su alto desempeño científico, las universidades estadounidenses atraen ilustrados profesionales de cualquier país. El fenómeno de «fuga de cerebros» (brain drain) hacia Estados Unidos consiste en que este país integra en su sistema universitario a muchos de los científicos más destacados de otros países.

## Universidades hispanoamericanas

### Primeras Universidades de Hispanoamérica
Las primeras universidades americanas fueron creadas por el Imperio español en la etapa virreinal (ver universidades en Hispanoamérica anteriores a 1810).  

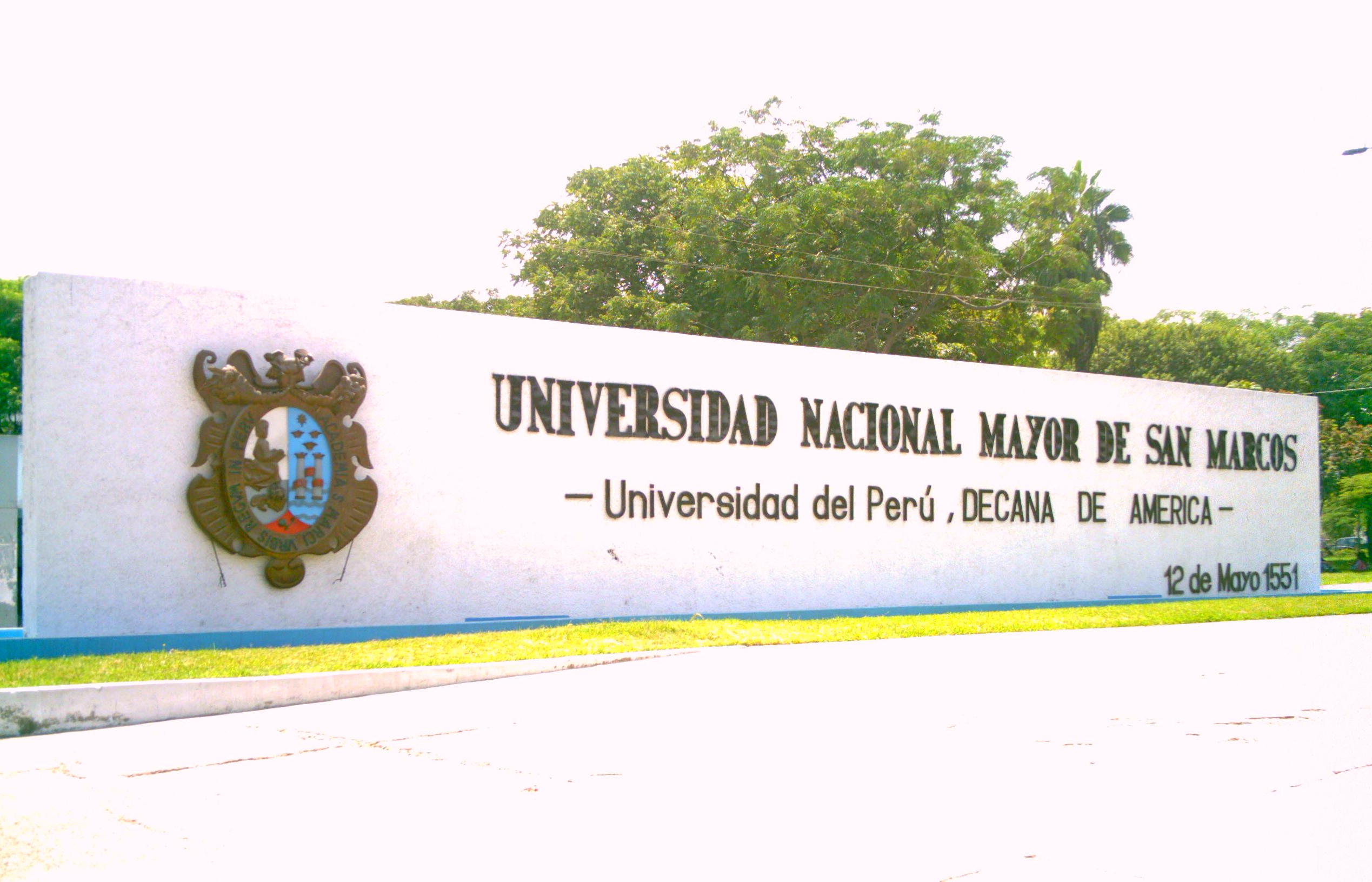
Mural de bienvenida de la Universidad Nacional Mayor de San Marcos, en Lima. En él se menciona la fecha oficial de su fundación (mediante real cédula): 12 de mayo de 1551.

En el continente americano, la primera universidad fundada de acuerdo a la normativa de la monarquía española fue en Santo Domingo, República Dominicana, donde se constituyó la Universidad de Santo Tomás de Aquino. Esta fue aprobada por bula el 28 de octubre de 1538. Sin embargo no fue reconocida oficialmente por la Corona española. Sería recién el 26 de mayo de 1747 que se fundaría oficialmente por "cédula real". Según algunos historiadores la universidad fue cerrada, y según otros extinguida, en 1824. La actual Universidad Autónoma de Santo Domingo, abierta oficialmente en 1914, reclama su sucesión. El tema es aún materia de controversia historiográfica.
Unos años después se creó la Real y Pontificia Universidad de San Marcos —actual Universidad Nacional Mayor de San Marcos— en Lima (Perú), fundada por «cédula real» el 12 de mayo de 1551. Esta es la más antigua del continente en funcionamiento continuo. 
La tercera universidad de América y segunda fundada por la Corona Española fue la Real y Pontificia Universidad de México, fundada el 21 de septiembre de 1551. Esta fue cerrada varias veces pero clausurada de manera final por decreto de Maximiliano de México en 1865. Su sucesora, la Universidad Nacional de México convertida en Universidad Nacional Autónoma de México (UNAM) fue fundada durante el porfiriato e impulsada por Justo Sierra en 1910. La UNAM (pública y autónoma) y la Universidad Pontificia de México (católica de estudios Eclesiásticos) disputan su linaje. La UNAM se considera una de las universidades con mayor reputación académica de México.
La Universidad Nacional de Córdoba fue fundada como Collegium Maximum jesuita en 1613 y que posteriormente fuera otorgada la facultad de otorgar grados en 1621. Es la más antigua en Argentina. En 1854 pasa a manos estatales y toma su actual nombre y posteriormente luego de 1918 obtiene su autonomía.

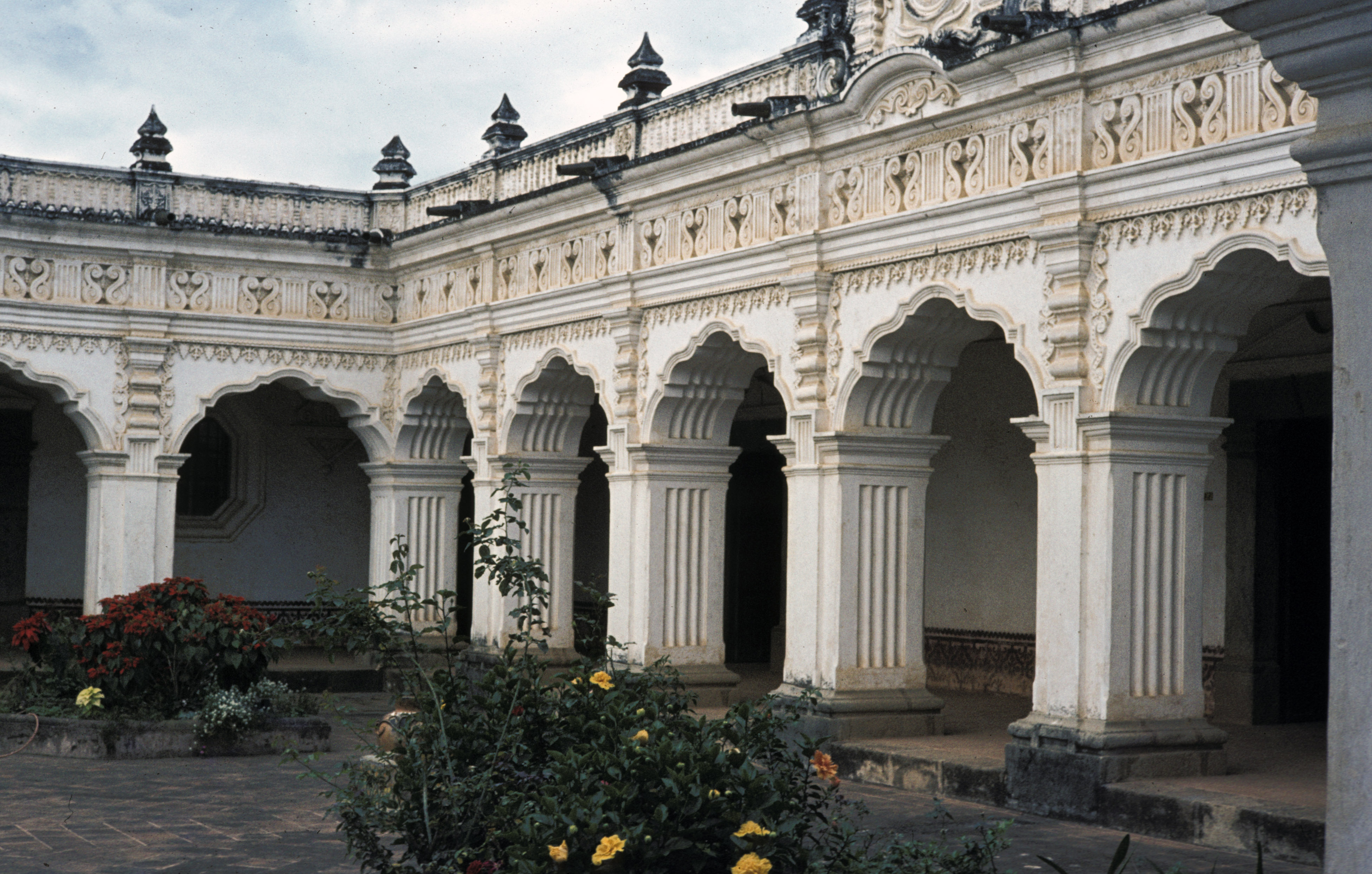
Campus de la Real y Pontificia Universidad de San Carlos Borromeo, actualmente USAC, en Antigua Guatemala

La Universidad de San Carlos de Guatemala, fundada en 1676 como Real Universidad de San Carlos Borromeo es la más antigua en Centroamérica y una de las más antiguas que siguen existiendo a la actualidad.

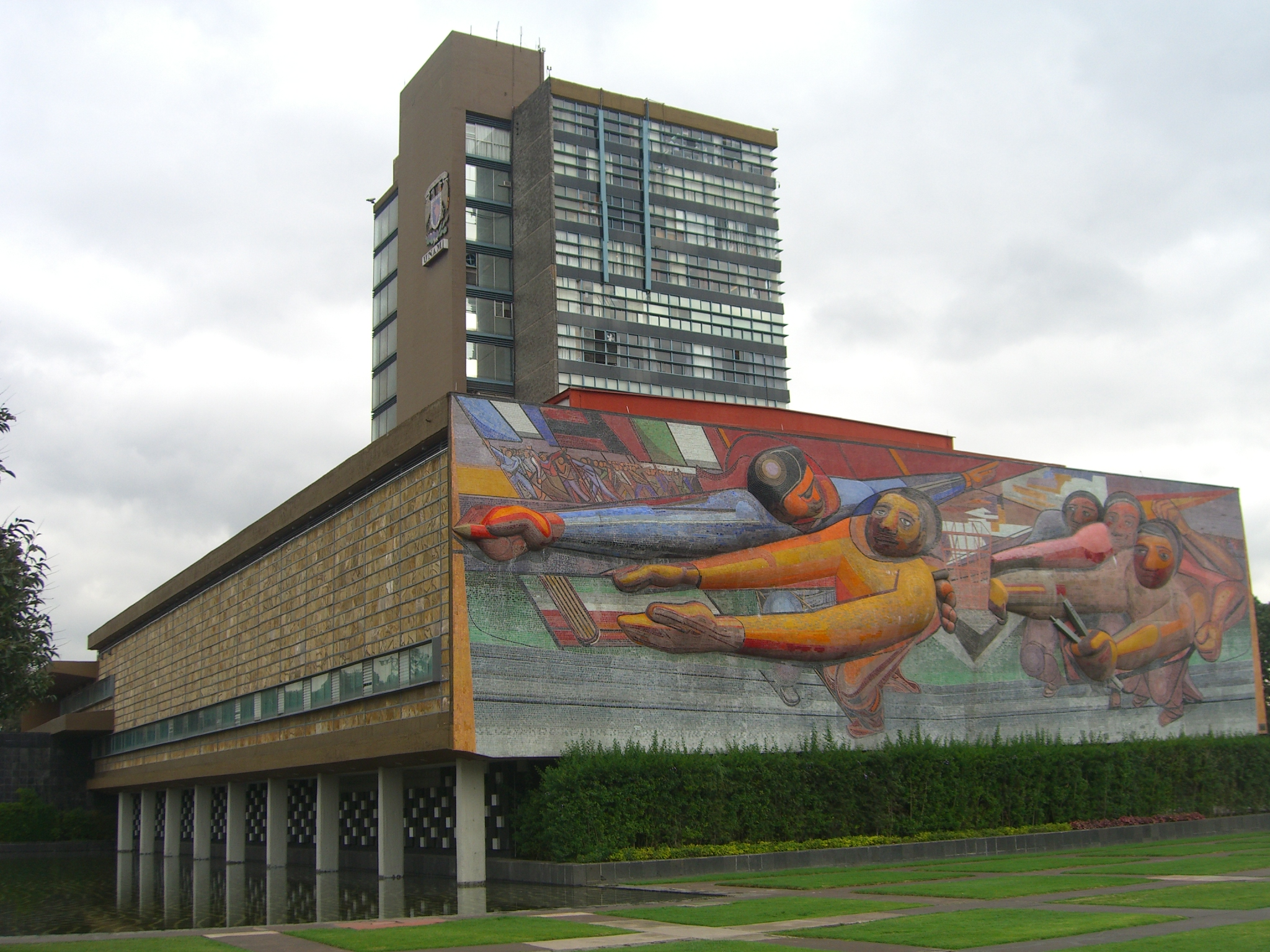
Mural El pueblo a la universidad, la universidad al pueblo. Por una cultura nacional neohumanista de profundidad universal (1952 – 1956), de David Alfaro Siqueiros, junto a la torre de Rectoría de la UNAM.

Además de las ya mencionadas; en Ecuador se fundaron las que actualmente conforman la Universidad Central del Ecuador: San Fulgencio fundada en 1586 por los Agustinos, San Gregorio Magno fundada en 1651 por los Jesuitas y la Santo Tomás de Aquino, fundada en 1681 por los Dominicos. 
También cabe mencionar a la Universidad Nacional de San Antonio Abad del Cusco que fue creada por Breve de Erección del papa Inocencio XII dado en Roma, Santa María La Mayor el 1 de marzo de 1692, se autorizó otorgar los grados de Bachiller, Licenciado, Maestro y Doctor. El documento papal fue ratificado por el rey Carlos II, mediante Real Cédula denominada EXEQUÁTUR, dada en Madrid el 1.º de junio de 1692. Tuvo como primer rector al Dr. Juan de Cárdenas y Céspedes, y el primer grado académico conferido fue el de Doctor en Teología a Pedro de Oyardo, el 30 de octubre de 1696. Es la segunda universidad en funcionamiento continuo desde su fundación más antigua del Perú, después de la Universidad Nacional Mayor de San Marcos.
El modelo fue el de las universidades de España (Salamanca, Alcalá de Henares), pero las universidades virreinales son semi eclesiásticas y cerradas (jesuitas, dominicos, franciscanos, carmelitas, agustinos); sus criterios de pertenencia y métodos perduran sin cambios por dos siglos. Los aspectos actuales nacen con la Reforma Universitaria de 1918, extendida por toda Hispanoamérica. Serán focos de resistencia social y política frente a las dictaduras que años después asolarán el continente.

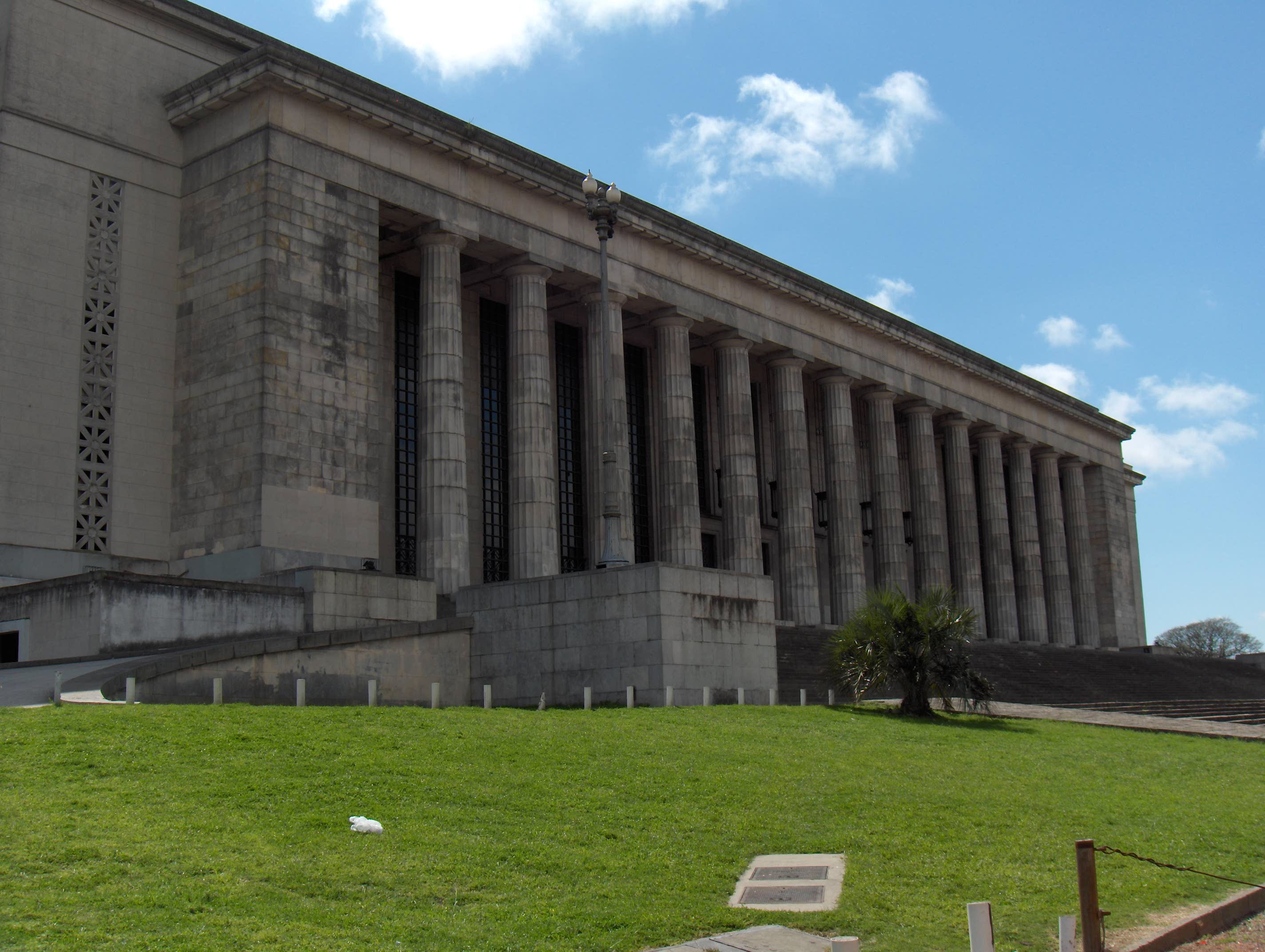
Facultad de Derecho de la Universidad de Buenos Aires, Argentina.

### Argentina
En la República Argentina, la universidad más antigua es la Universidad Nacional de Córdoba fundada en 1613 y sede de la Reforma Universitaria de 1918. Movimiento en favor de la democratización de esta institución que se extendió a otras universidades del país  y a varias universidades de América Latina, produciendo reformas en los estatutos y leyes universitarias que consagraron la autonomía universitaria, el cogobierno (con participación de estudiantes y trabajadores no docentes), la extensión universitaria, la periodicidad de las cátedras, y los concursos de oposición. Este movimiento tuvo su repercusión en la Revolución cubana y el Mayo de 1968 en Francia. Además existe otras universidades públicas de trascendencia y prestigio como la Universidad de Buenos Aires (1821) y la Universidad Nacional de La Plata (1905).

### Brasil
Brasil no tuvo universidades bajo soberanía portuguesa. La Reforma Universitaria ha sido una influencia fuerte, pero hay diferencias importantes con otras universidades de Iberoamérica. En Brasil hay más de 2600 colegios y universidades de todo el país, figura entre público y privado.

### Bolivia
Bolivia contó en el virreinato con gran cantidad de centros de enseñanza, el más importante; la Universidad Mayor Real y Pontificia de San Francisco Xavier de Chuquisaca fundada en 1624. Bolivia guarda íntima relación con las universidades iberoamericanas por convenios científicos como el Convenio Andrés Bello.

### Chile
La Universidad de Chile es una universidad pública y tradicional de Chile, considerada compleja por su gran extensión investigativa en las diversas áreas del conocimiento, creada por ley el 18 de noviembre de 1842 e instalada el 17 de septiembre de 1843. Su Casa Central y la mayoría de sus dependencias se encuentran ubicadas en la ciudad de Santiago de Chile. En 1888 se funda la Universidad Católica de Chile (actual Pontificia Universidad Católica) que se convirtió en la segunda mejor universidad chilena y la casa de estudios de carácter privada más importante del país. Para 1919 se funda la Universidad de Concepción. 
Otras grandes universidades reconocidas a nivel internacional que se encuentran en Chile, están ubicadas específicamente en la ciudad puerto, Valparaíso, patrimonio de la Humanidad, son la Universidad de Valparaíso, la Pontificia Universidad Católica de Valparaíso y la Universidad Federico Santa María.
La Universidad de Santiago de Chile es una universidad pública y tradicional de Chile, tiene sus raíces en la Escuela de Artes y Oficios (Chile), fundada en 1848 bajo el gobierno del presidente de Chile Manuel Bulnes. En 1947 fue instaurada como Universidad Técnica del Estado, con diversas sedes a lo largo del país. Posteriormente, en 1981 y como consecuencia de la reforma de la educación superior impulsada durante la dictadura militar, la casa central de la UTE se convirtió en la actual Universidad de Santiago de Chile, con todas sus actividades centradas en un campus único de 340.000 m² ubicado en la comuna de Estación Central, en la ciudad de Santiago. 
Por otra parte, Academia Libre se convirtió, el 5 de mayo de 2012, en la única universidad del mundo cuyo rector, el poeta David Hevia, es electo como tal por sufragio universal y voto igualitario. Sus Estatutos se fundan en el principio de democracia participativa, así como en el carácter público y gratuito de cada uno de sus programas de estudios, mientras el Reglamento Académico establece una calificación mínima para aprobar de 70%, en escala de 0 a 100, y una evaluación docente periódica y vinculante. En su quehacer de docencia, investigación y extensión, ha hecho presentaciones ante la UNESCO y otras entidades.

### Colombia

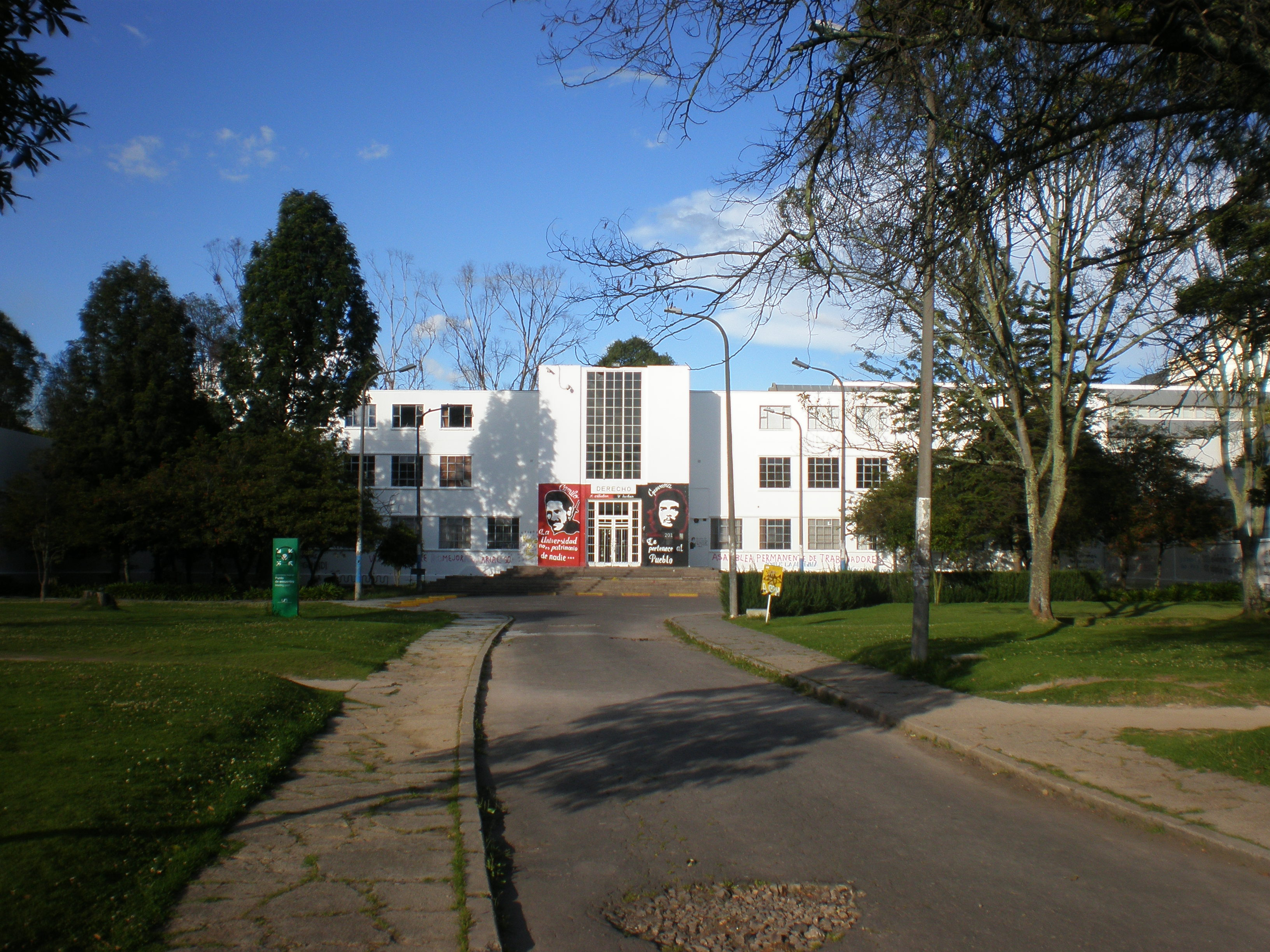
Facultad de Derecho, Ciencias Políticas y Sociales de la Universidad Nacional de Colombia.

En Colombia hay una variedad de universidades certificadas por alta calidad y son reconocidas a nivel internacional por la innovación de programas que conllevan al descubrimiento científico de hipótesis, entre esas universidades se encuentran principalmente la Universidad Nacional de Colombia, la Universidad Externado de Colombia Universidad Jorge Tadeo Lozano, la Universidad del Cauca, la Universidad de Cartagena, la Universidad Distrital Francisco José de Caldas, la Universidad de Antioquia, la Universidad de Los Andes, la Universidad Pontificia Bolivariana, la Universidad Autónoma de Occidente, la Universidad del Norte, Pontificia Universidad Javeriana, la Universidad Simón Bolívar, la Universidad de Córdoba, la Universidad del Valle, entre otras.

### México
En México existen, además de la arriba mencionada Universidad Nacional Autónoma de México (UNAM) como la máxima casa de estudios del país, muchas otras universidades reconocidas, entre las que principalmente figuran la Universidad Autónoma de Nuevo León, el Instituto Politécnico Nacional (IPN), la Universidad Autónoma Metropolitana, el Instituto Nacional de Antropología e Historia, la Universidad de Guadalajara, la Universidad Veracruzana, la Universidad Autónoma de Chiapas, la Universidad Autónoma Benito Juárez de Oaxaca, la Universidad Juárez Autónoma de Tabasco, el Instituto Nacional de Bellas Artes y Literatura, la Benemérita Universidad Autónoma de Puebla, la Universidad Michoacana de San Nicolás de Hidalgo, la Universidad Iberoamericana, la Universidad de Guanajuato, el Instituto Tecnológico y de Estudios Superiores de Monterrey, la Universidad de Colima, y el Instituto Tecnológico Autónomo de México.

### Venezuela
En Venezuela, es en el reinado de Felipe V, que se funda la institución universitaria en la provincia de Venezuela. Efectivamente, el 22 de diciembre de 1721, el rey, mediante decreto, concede al Colegio Seminario de Santa Rosa de Lima la “facultad para que pueda dar grados y erigirse este colegio en Universidad, en la misma conformidad y con iguales circunstancias y prerrogativas que la de Santo Domingo y con el título de Real, como le tiene dicha Universidad.”  

## Universidades hispanoafricanas
En 1995 y con la intervención de la UNESCO, se creó la Universidad Nacional de Guinea Ecuatorial, la segunda en entre los dos países hispanohablantes de África y actualmente forma parte de la Red Universitaria de Cooperación Internacional Universitaria.
Dentro de los diversos acuerdos internacionales que mantiene, los más importantes son con universidades españolas como la Universidad de Alcalá para la difusión del español en el país y con universidades cubanas en el área de medicina.
La otra casa de altos estudios que tiene como idioma oficial el español, es la de Tifariti en Sahara Occidental, en la zona de soberanía efectiva de la RASD, fundada en el año 2012 y de carácter bilingüe ya que comparte el idioma con el Árabe de los saharauis.

## Galería de fotos

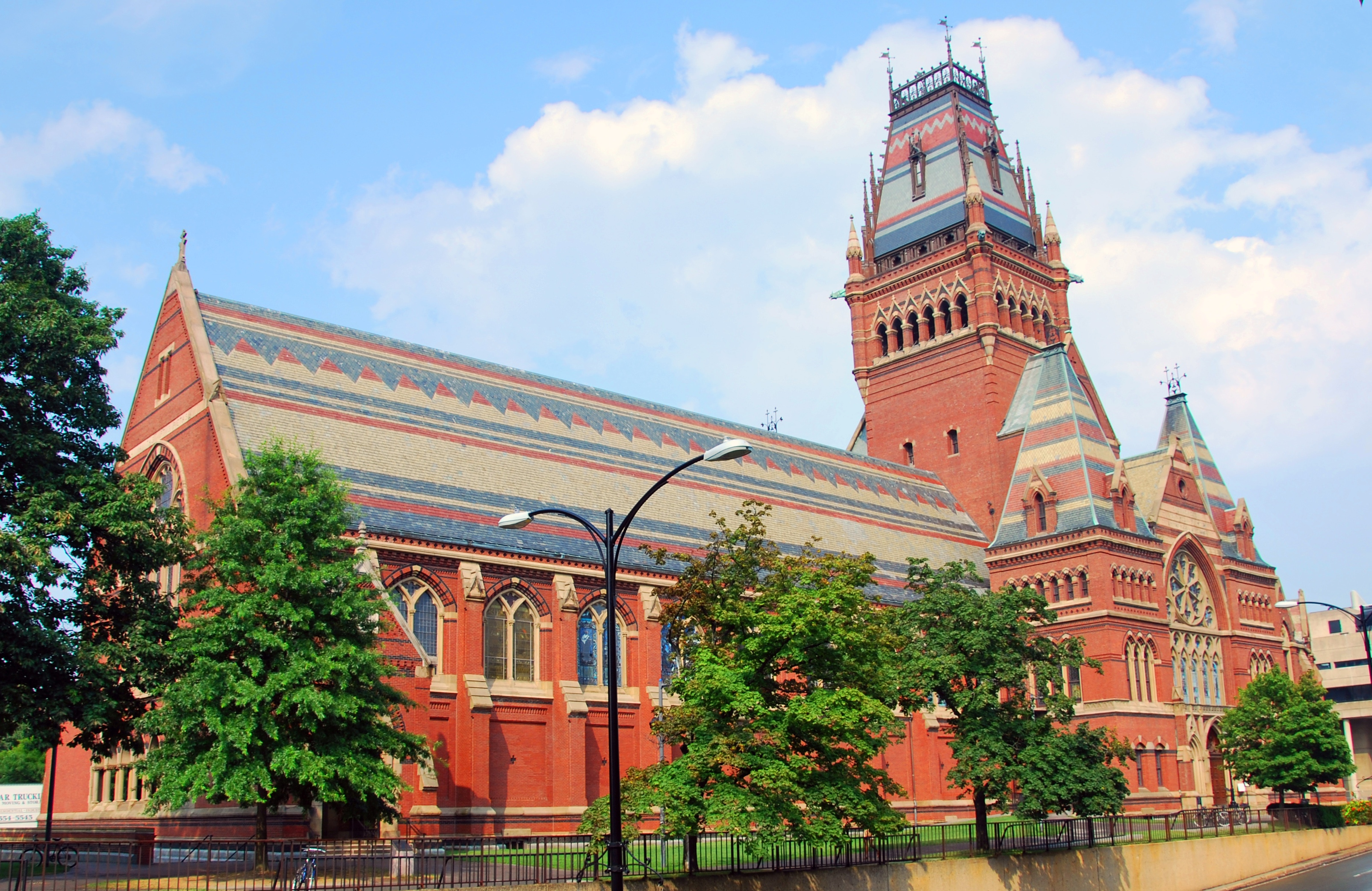
Universidad de Harvard
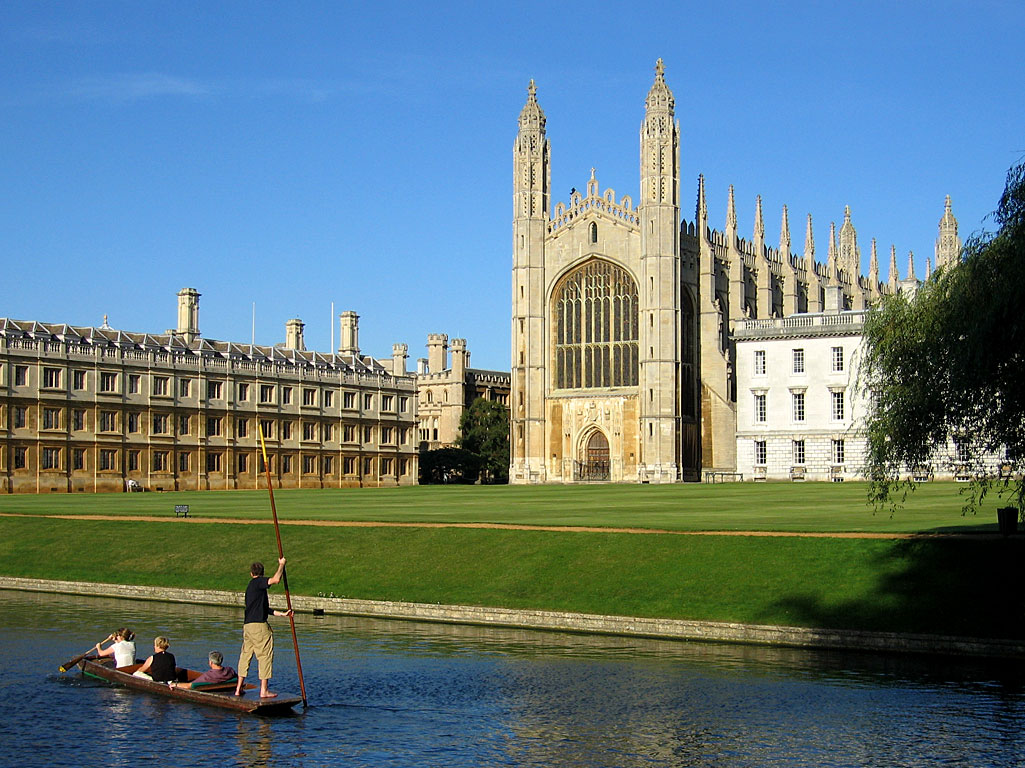
Universidad de Cambridge
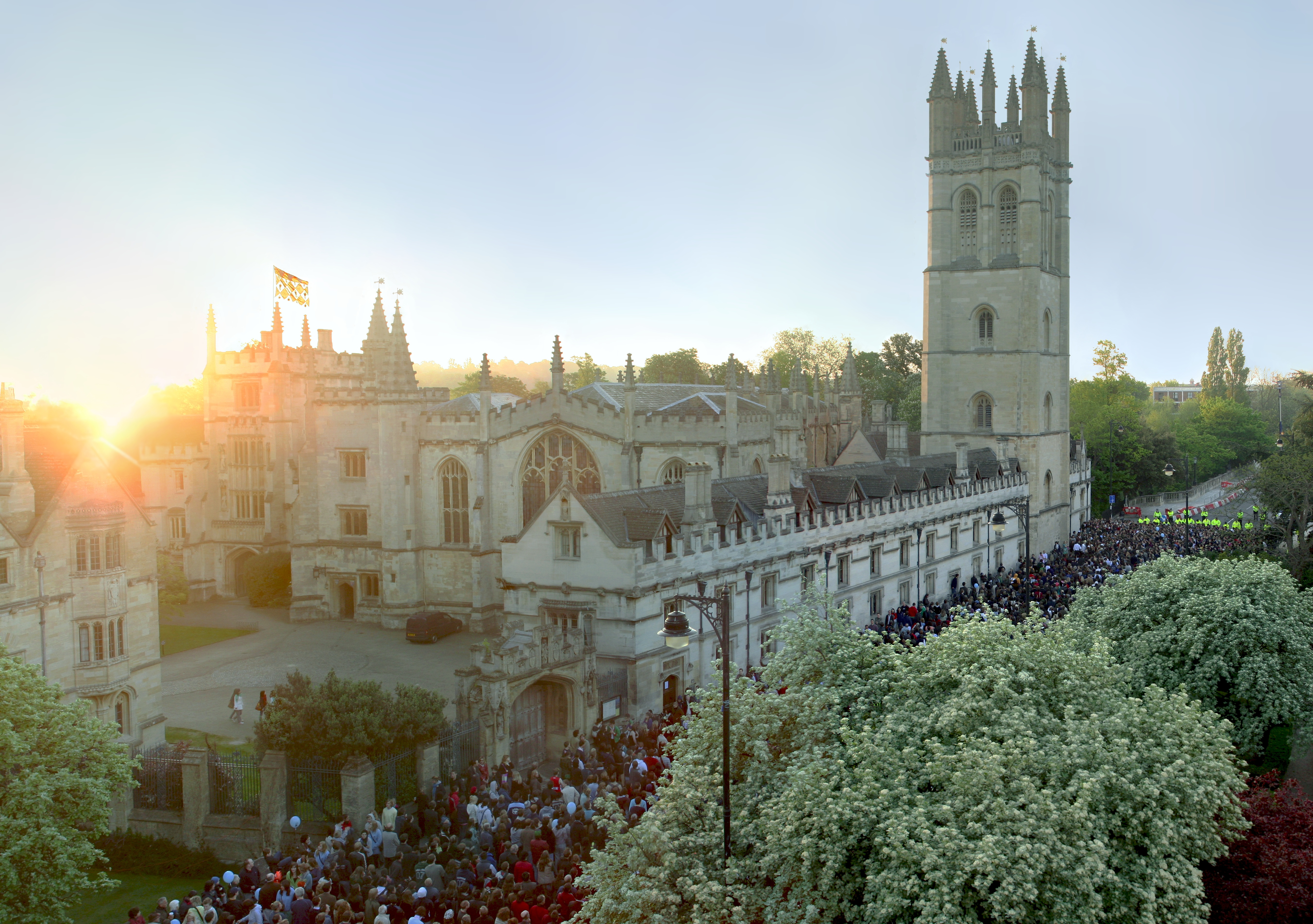
Universidad de Oxford
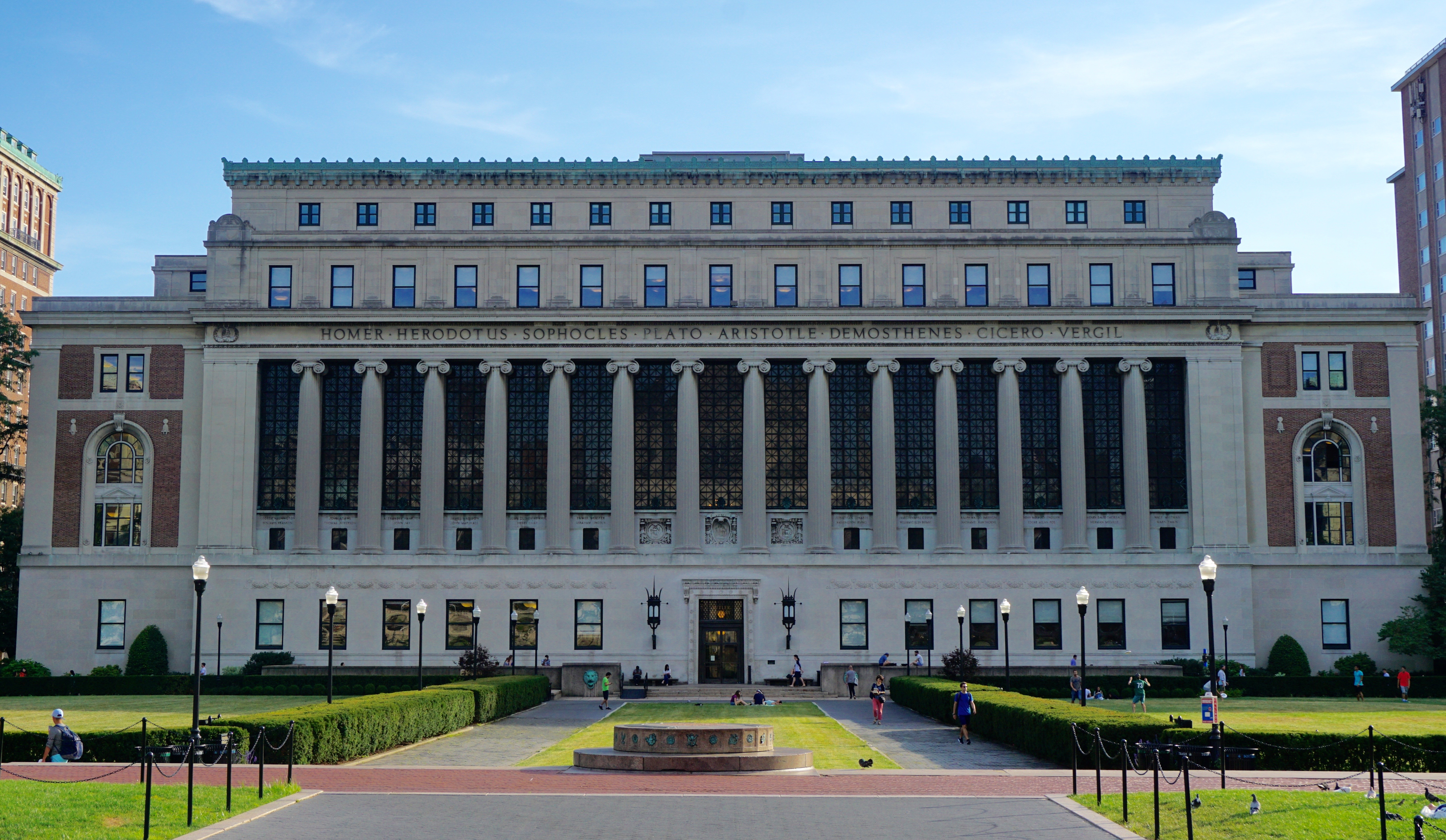
Universidad de Columbia
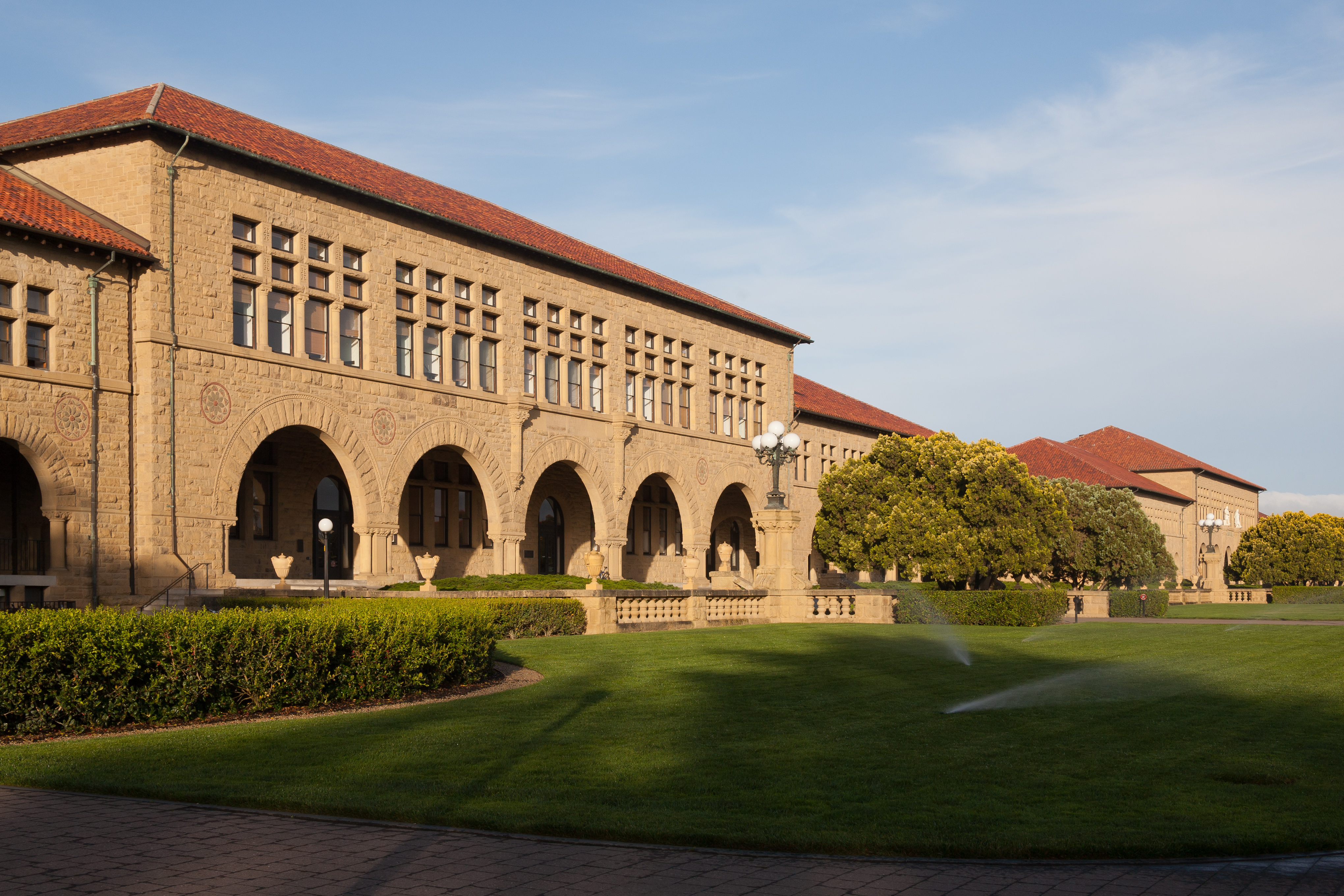
Universidad Stanford
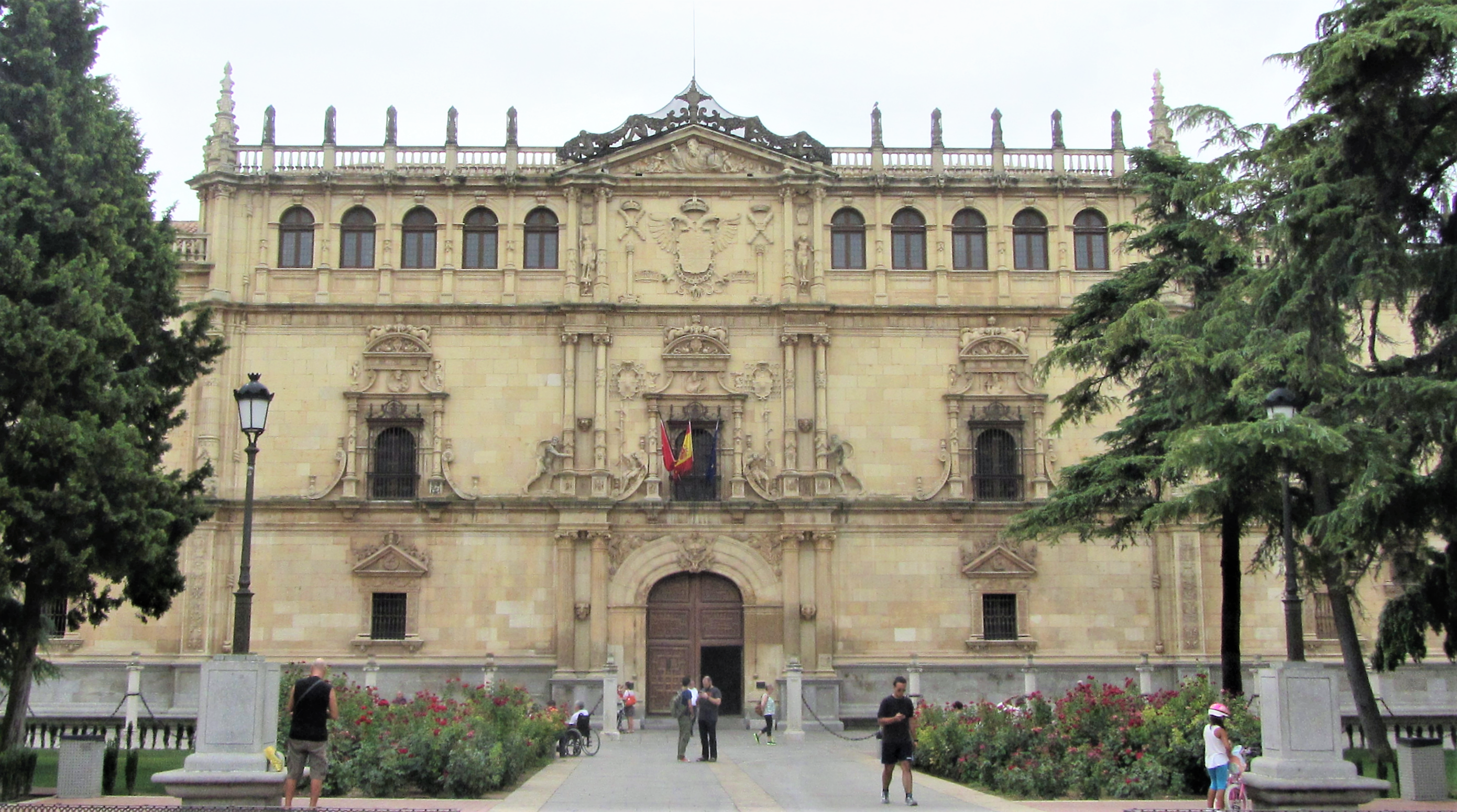
Universidad de Alcalá